# Philips van der Aa

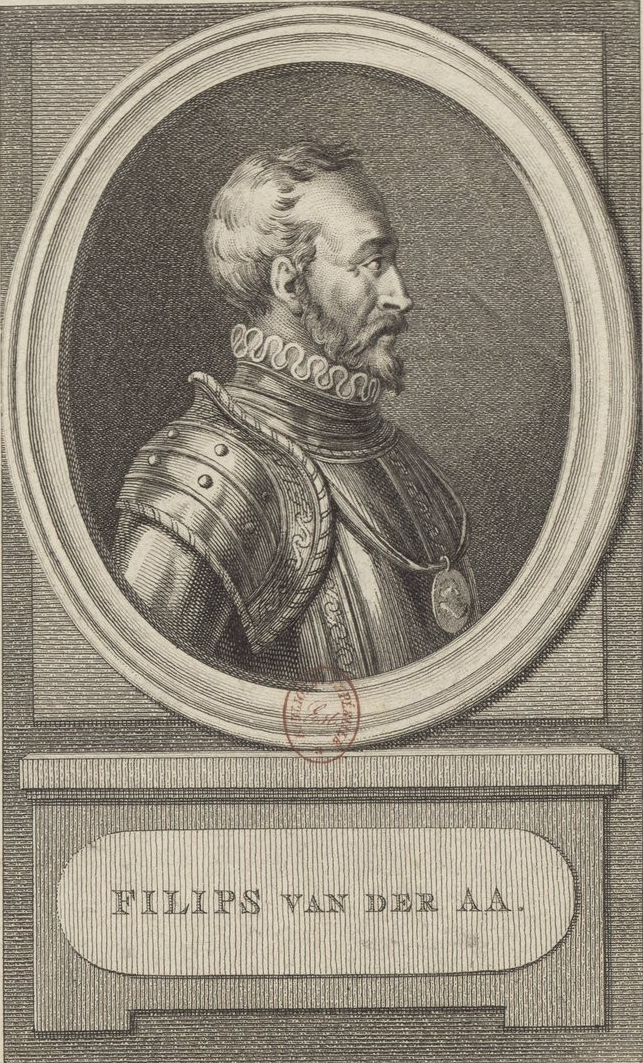

Philips van der Aa (mất sau năm 1586) là một chính trị gia ở Mười bảy tỉnh và là một chính khách của Cộng hòa Hà Lan trong cuộc đấu tranh giành độc lập, Chiến tranh Tám mươi Năm.

## Tiểu sử
Ông sinh ra ở Mechelen, và là thị trưởng của thành phố vào năm 1564, nhưng bị trục xuất bởi Công tước của Alva. Ông trở lại bên cạnh William I, Hoàng tử của Orange (William the Silent). Năm 1572, ông trở lại nắm quyền ở Mechelen bằng sự xảo quyệt. Năm 1573, ông được bổ nhiệm làm ủy viên hội đồng tại triều đình Diederik Sonoy, và năm 1574, ông trở thành chỉ huy ở Gorkum.